# Federazione pallavolistica di Malta
La Federazione maltese di pallavolo (eng. Malta Volleyball Association, MVA) è un'organizzazione fondata per governare la pratica della pallavolo a Malta.
Organizza il campionato maschile e femminile, e pone sotto la propria egida la nazionale maschile e femminile.
Ha aderito alla FIVB nel 1984.